# Pygommatius hypnus
Pygommatius hypnus là một loài ruồi trong họ Asilidae. Pygommatius hypnus được Oldroyd miêu tả năm 1972.